# Даугава-2 (футбольный клуб, Даугавпилс)
Футбо́льный клуб «Да́угава-2» Да́угавпилс (латыш. Futbola klubs „Daugava-2” Daugavpils) — латвийский футбольный клуб из Даугавпилса, является фарм-клубом даугавпилсской «Даугавы».

## История
В 2003 году на участие во Второй лиге был заявлен «Диттон/Юниорс» — резервная команда клуба «Диттон». В 2006 году команда под названием «Диттон-2» была заявлена в Первую лигу, как фарм-клуб участника Высшей лиги. После смены названия основного клуба на «Даугава» в конце 2006 года, с нового сезона молодёжная команда стала выступать в восстановленном чемпионате дублёров.
В начале 2009 года даугавпилсские клубы «Динабург» и «Даугава» объединились под брендом «Динабург», однако «Даугава», как фарм-клуб, выступала в этом году в Первой лиге, а её молодёжная команда играла во Второй лиге.
В сезоне 2010 года, после дисквалификации «Динабурга», в Высшую лигу вернулась даугавпилсская «Даугава», а в качестве дубля в Первой лиге выступила команда детского футбольного центра «Даугава», основанного 11 декабря 2009 года. Впоследствии ДФЦ «Даугава» начала выступать в Первой лиге, как независимый клуб, а молодёжная команда «Даугавы» более не заявлялась на участие в чемпионате Латвии.
После сезона 2013 года «Даугава» аффилировала клуб ДЮСШ Илуксте, восстановив на его основе молодёжную команду, которая в 2014 году приняла участие в Чемпионате дублёров.

### История названий
- «Диттон/Юниорс» (2003–2005 гг.)
- «Диттон-2» (2006 год)
- «Даугава» (2007–2008 гг.)
- «Диттон/Даугава» (2009 год)
- «Даугава-2» (с 2010 года)

## Результаты выступлений
| В чемпионатах Латвии | В чемпионатах Латвии | В чемпионатах Латвии                | В чемпионатах Латвии                | В чемпионатах Латвии                | В чемпионатах Латвии                | В чемпионатах Латвии                | В чемпионатах Латвии                | В чемпионатах Латвии                | В чемпионатах Латвии                |
| Сезон                | Сезон                | Лига                                | Место                               | И                                   | В                                   | Н                                   | П                                   | Голы                                | О                                   |
| -------------------- | -------------------- | ----------------------------------- | ----------------------------------- | ----------------------------------- | ----------------------------------- | ----------------------------------- | ----------------------------------- | ----------------------------------- | ----------------------------------- |
| 2003                 | 2003                 | Вторая лига                         | 1                                   | 16                                  | 14                                  | 0                                   | 2                                   | 71–10                               | 42                                  |
| 2003                 | 2003                 | Вторая лига                         | 3                                   | Победа в матче за 3-е место.        | Победа в матче за 3-е место.        | Победа в матче за 3-е место.        | Победа в матче за 3-е место.        | Победа в матче за 3-е место.        | Победа в матче за 3-е место.        |
| 2004                 | 2004                 | Вторая лига                         | 6                                   | 12                                  | 3                                   | 4                                   | 5                                   | 23–18                               | 13                                  |
| 2005                 | 2005                 | Вторая лига                         | 1                                   | 12                                  | 10                                  | 0                                   | 2                                   | 41–14                               | 30                                  |
| 2006                 | 2006                 | Первая лига                         | 2                                   | 30                                  | 21                                  | 7                                   | 2                                   | 88–24                               | 70                                  |
| 2007                 | 2007                 | Чемпионат дублёров                  | 5                                   | 28                                  | 9                                   | 9                                   | 10                                  | 57–53                               | 36                                  |
| 2008                 | втор.                | Вторая лига                         | 1                                   | 8                                   | 7                                   | 0                                   | 1                                   | 46–11                               | 21                                  |
| 2008                 | дубл.                | Чемпионат дублёров                  | 5                                   | 28                                  | 11                                  | 5                                   | 12                                  | 47–50                               | 38                                  |
| 2009                 | 2009                 | Вторая лига                         | 1                                   | 14                                  | 13                                  | 1                                   | 0                                   | 90–12                               | 40                                  |
| 2010*                | 2010*                | Первая лига                         | 7                                   | 22                                  | 7                                   | 3                                   | 12                                  | 28–35                               | 24                                  |
| 2011                 | 2011                 | Не участвовал в чемпионатах Латвии. | Не участвовал в чемпионатах Латвии. | Не участвовал в чемпионатах Латвии. | Не участвовал в чемпионатах Латвии. | Не участвовал в чемпионатах Латвии. | Не участвовал в чемпионатах Латвии. | Не участвовал в чемпионатах Латвии. | Не участвовал в чемпионатах Латвии. |
| 2012                 |                      | Не участвовал в чемпионатах Латвии. | Не участвовал в чемпионатах Латвии. | Не участвовал в чемпионатах Латвии. | Не участвовал в чемпионатах Латвии. | Не участвовал в чемпионатах Латвии. | Не участвовал в чемпионатах Латвии. | Не участвовал в чемпионатах Латвии. | Не участвовал в чемпионатах Латвии. |
| 2013                 |                      | Не участвовал в чемпионатах Латвии. | Не участвовал в чемпионатах Латвии. | Не участвовал в чемпионатах Латвии. | Не участвовал в чемпионатах Латвии. | Не участвовал в чемпионатах Латвии. | Не участвовал в чемпионатах Латвии. | Не участвовал в чемпионатах Латвии. | Не участвовал в чемпионатах Латвии. |
| 2014                 | 2014                 | Чемпионат дублёров                  | 7                                   | 27                                  | 8                                   | 3                                   | 16                                  | 41–90                               | 27                                  |
| Всего                | Всего                | Всего                               | Всего                               | 197                                 | 103                                 | 32                                  | 62                                  | 532–317                             | 341                                 |

* В этом сезоне команда «Даугава-2» только формально считалась фарм-клубом, фактически это был полностью независимый клуб.

## Достижения
- Бронзовый призёр Второй лиги Латвии 2003 года.
- Серебряный призёр Первой лиги Латвии 2006 года.